# WCW Battlebowl
Battlebowl foi um evento de wrestling profissional em formato pay-per-view produzido pela World Championship Wrestling. Era voltado para lutas em formato tag team. Durou somente uma edição.